# Sochocin (gmina)
Pour les articles homonymes, voir Sochocin.
Sochocin est une gmina rurale (gmina wiejska) de la powiat de Płońsk, dans la Voïvodie de Mazovie, dans le centre-est de la Pologne.
Son siège administratif (chef-lieu) est le village de Sochocin, qui se situe environ 8 km au nord-est de Płońsk et 64 km au nord-ouest de Varsovie.
La gmina couvre une superficie de 119,67 km2 pour une population de 5 713 habitants en 2006.

## Histoire
De 1975 à 1998, la gmina est attachée administrativement à la voïvodie de Ciechanów.

Depuis 1999, elle fait partie de la voïvodie de Mazovie.

## Géographie
La gmina inclut les villages et localités de :

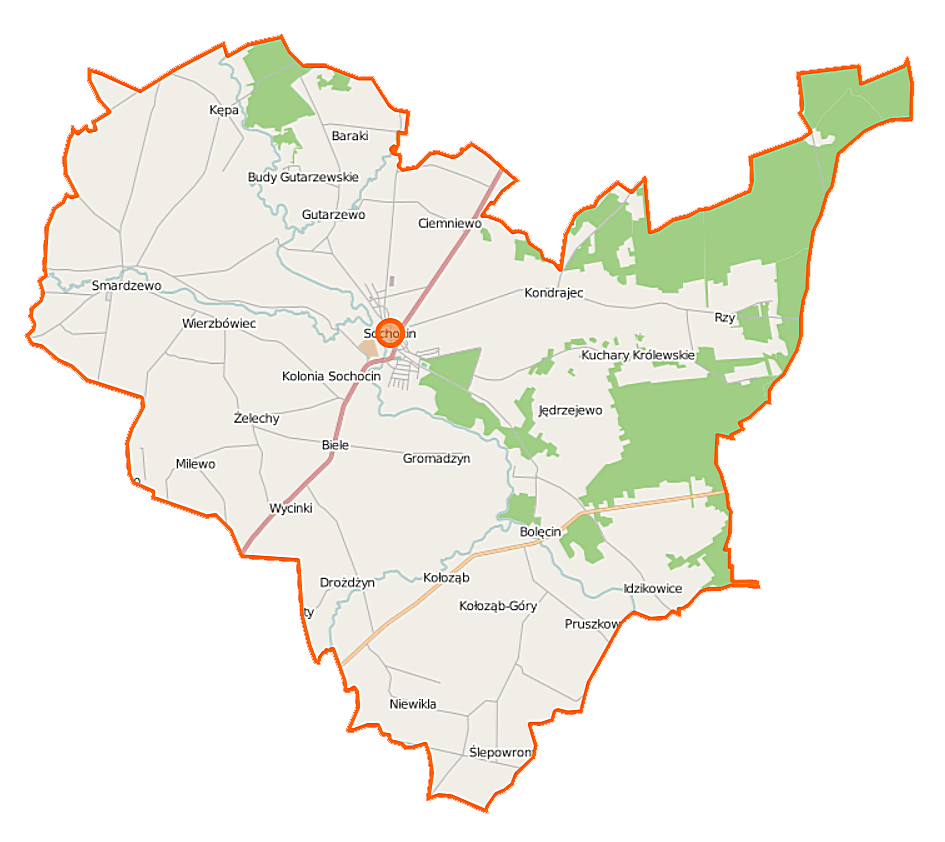
Plan de la gmina

- Baraki
- Biele
- Bolęcin
- Budy Gutarzewskie
- Ciemniewo
- Drożdżyn
- Gromadzyn
- Gutarzewo
- Idzikowice
- Jędrzejewo
- Kępa
- Koliszewo
- Kolonia Sochocin
- Kołoząb
- Kondrajec
- Kuchary Królewskie
- Kuchary Żydowskie
- Milewo
- Niewikla
- Podsmardzewo
- Rzy
- Ślepowrony
- Smardzewo
- Sochocin
- Wierzbówiec
- Wycinki
- Żelechy

### Gminy voisines
La gmina de Sochocin est voisine des gminy suivantes :
- Baboszewo
- Glinojeck
- Joniec
- Nowe Miasto
- Ojrzeń
- Płońsk
- Sońsk

## Structure du terrain
D'après les données de 2002, la superficie de la commune de Sochocin est de 119,67 km2, répartis comme tel :
- terres agricoles : 67 %
- forêts : 27 %

La commune représente 8,65 % de la superficie du powiat.

## Démographie
Données du 30 juin 2004 :
| Description        | Total  | Total | Femmes | Femmes | Hommes | Hommes |
| ------------------ | ------ | ----- | ------ | ------ | ------ | ------ |
| Unité              | Nombre | %     | Nombre | %      | Nombre | %      |
| Population         | 5 766  | 100   | 2 901  | 50,3   | 2 865  | 49,7   |
| Densité (hab./km²) | 48,2   | 48,2  | 24,2   | 24,2   | 23,9   | 23,9   |